# Nicola Ruffoni
Nicola Ruffoni (Brescia, 14 de desembre de 1990) és un ciclista italià professional des del 2014.
El 4 de maig de 2017, un dia abans de començar el Giro d'Itàlia, es va anunciar que havia donat positiu en una substància hormonal, durant un control sorpresa, juntament amb el seu company d'equip Stefano Pirazzi. Se'ls va expulsar de la competició i van ser provisionalment suspesos. El 19 de maig, després de donar positiu en el contra-anàlisis, va ser expulsat de l'equip.

## Palmarès
- 2009
  - 1r a la Milà-Tortona
- 2012
  - 1r a la Milà-Busseto
  - 1r al Trofeu Antonietto Rancilio
- 2013
  - Medalla d'or als Jocs del Mediterrani en ruta
  - 1r a la Copa Ciutat de Melzo
  - 1r a La Popolarissima
  - Vencedor de 2 etapes al Giro del Friül-Venècia Júlia
- 2014
  - Vencedor d'una etapa al Tour de Poitou-Charentes
- 2016
  - 1r al Gran Premi Bruno Beghelli
  - Vencedor de 2 etapes a la Volta a Àustria
- 2017
  - Vencedor de 2 etapes al Tour de Croàcia

### Resultats al Giro d'Itàlia
- 2014. Fora de control (11a etapa)
- 2015. Abandona (15a etapa)
- 2016. No surt (13a etapa)